# Staurogyne polybotrya
Staurogyne polybotrya är en akantusväxtart som först beskrevs av Christian Gottfried Daniel Nees von Esenbeck, och fick sitt nu gällande namn av Carl Ernst Otto Kuntze. Staurogyne polybotrya ingår i släktet Staurogyne och familjen akantusväxter.

## Underarter
Arten delas in i följande underarter:
- S. p. humilis
- S. p. thorelii